# Tuc dera Gossetèra
El Tuc dera Gossetèra és una muntanya de 1.901 metres que es troba entre els municipis de Bossòst, a la comarca de la Vall d'Aran i de Banhèras de Luishon a França.